# Język wolio
Język wolio, także: baubau, buton (a. butung) – język austronezyjski używany na wyspie Buton w Indonezji (prowincja Celebes Południowo-Wschodni). W 2004 roku stwierdzono, że posługuje się nim 65 tys. osób. Inne dane szacunkowe (2016) sugerują, że ma 30 tys. użytkowników.
Swoim zasięgiem obejmuje przede wszystkim rejon miasta Baubau w południowo-zachodniej części wyspy. Jego użytkownicy zamieszkują również inne regiony kraju, w tym miasto Makasar, Ambon na Molukach i indonezyjską część Nowej Gwinei. Dokładna ich liczebność jest nieznana. Nazwa „Buton” odnosi się zarówno do tego języka, jak i grupy etnicznej Wolio. Poza regionem Buton to ogólna nazwa różnych grup ludności z prowincji Celebes Południowo-Wschodni. Czasami ludność Buton jest mylnie utożsamiana z Badżawami (Bajau), ze względu na skojarzenie z tradycjami morskimi.
Jeden z najbardziej istotnych języków regionu, o własnej tradycji literackiej i znaczeniu ponadlokalnym. Pobliski język cia-cia, związany z południową częścią Butonu, ma zdecydowanie niższy status społeczny. Wolio jest blisko spokrewniony z kamaru. Poza tym jest dość odrębny od pozostałych języków wyspy (w tym cia-cia); nie wykazano też, by był genealogicznie bliski językowi muna. Charakter jego związków z językami regionu mógł zostać zatarty wskutek intensywnego kontaktu z innymi historycznie znaczącymi językami.
Należy do najlepiej i najwcześniej poznanych języków wysp w pobliżu południowo-wschodniego Celebesu. Został opisany w postaci opracowania gramatycznego The Wolio Language (1952, wyd. 2. 1988)   oraz słownika Kamus Bahasa Wolio (Wolio-English-Indonesian) (1987). W latach 80. XX w. ukazały się materiały powstałe pod auspicjami Pusat Pembinaan dan Pengembangan Bahasa: praca gramatyczna Struktur Bahasa Wolio (1983)  oraz słownik Kamus Wolio – Indonesia (1985) .
Rozwinął piśmiennictwo na bazie alfabetu arabskiego. Historyczny język sułtanatu Baubau (Buton). Dawniej służył jako lingua franca wyspy Buton (w tej roli został w ogromnej mierze wyparty przez indonezyjski język narodowy). Wykazuje wpływy słownikowe innych języków (m.in. malajskiego, arabskiego i niderlandzkiego). Dodatkowo wchodził w kontakt z różnymi językami wschodniej Indonezji, takimi jak ternate, makasarski i bugijski. Sama nazwa „buton” jest zapożyczeniem z języka ternate (butu – „targowisko”), nawiązującym do względów historycznych. Niegdyś był zapisywany również makasarskim pismem lontara, aczkolwiek w ograniczonym zakresie.
Jest wyraźnie zagrożony wymarciem, ze względu na intensywne migracje ludności, powszechność małżeństw mieszanych i postępującą ekspansję języka indonezyjskiego w różnych sferach komunikacji. Jego użycie w roli języka pisanego zanikało już w latach 50. XX w.; przyczyniał się do tego wpływ języka malajskiego i alfabetu łacińskiego. Według doniesień z 2010 r. i danych Ethnologue (wyd. 22, 2019) na obszarach miejskich wolio jest wypierany przez język indonezyjski; z kolei na terenach wiejskich pozostaje w użyciu również wśród najmłodszego pokolenia. Podjęto działania na rzecz ochrony tego języka (jest nauczany w szkołach w mieście Baubau), ale jego obecność w przestrzeni publicznej jest ograniczona. Pismo arabskie (zwane buri wolio) jest wykorzystywane do prezentacji nazw ulic i obiektów historycznych w regionie (obok alfabetu łacińskiego).